# Christian Hermes

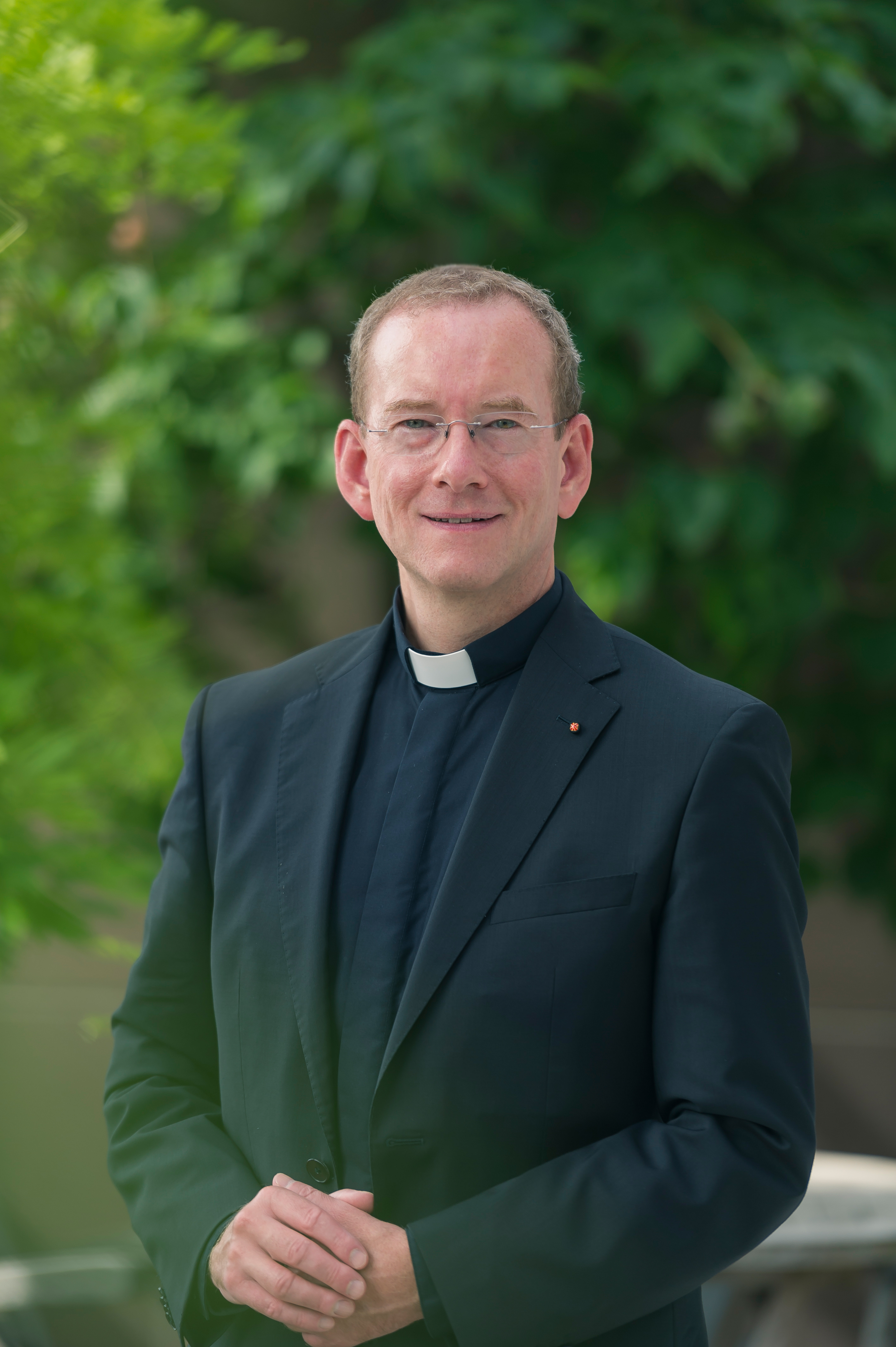
Christian Hermes (2020)

Christian Hermes (* 5. Mai 1970 in Baden-Baden) ist ein römisch-katholischer Geistlicher, der seit 2011 als Stadtdekan von Stuttgart und Dompfarrer der Domgemeinde St. Eberhard amtiert.

## Leben
Christian Hermes wuchs in Weisenbach auf. Nach dem Erlangen der allgemeinen Hochschulreife am Gymnasium Gernsbach im Jahre 1989 begann er das Studium der katholischen Theologie an der Eberhard Karls Universität Tübingen. Hierfür hatte er ein Stipendium der Bischöflichen Studienstiftung Cusanuswerk. Während seines Studiums war Christian Hermes ein Jahr in Paris und studierte Theologie und Philosophie an der Philosophisch-Theologischen Hochschule der Gesellschaft Jesu „Centre Sèvres“ sowie am Institut Catholique de Paris und anschließend wieder an der Eberhard-Karls-Universität in Tübingen. Im Jahre 1995 erhielt er sein Diplom und legte die erste kirchliche Dienstprüfung ab. Zwischen 2004 und 2008 erarbeitete er seine staatskirchenrechtliche Dissertation Konkordate im vereinigten Deutschland, aufgrund der er durch die Katholisch-Theologische Fakultät der Universität Tübingen zum Dr. theol. promoviert wurde.
Nach seinem Diplom 1995 arbeitete Christian Hermes als wissenschaftlicher Assistent am Lehrstuhl für Philosophische Grundfragen der Theologie an der Katholisch-Theologischen Fakultät der Eberhard-Karls-Universität Tübingen. Ab 1997 war er wissenschaftlicher Koordinator des DFG-Graduiertenkollegs Ars und scientia im Mittelalter und in der Frühen Neuzeit sowie theologischer Mitarbeiter und später persönlicher Referent von Bischof Walter Kasper. Im Jahre 1999 wurde er persönlicher Referent von Diözesanadministrator Weihbischof Johannes Kreidler und im Jahr 2000 persönlicher Referent von Bischof Gebhard Fürst. Im Jahre 2002 wurde er zum Diakon geweiht und absolvierte sein Diakonat in Rottweil in der Seelsorgeeinheit St. Pelagius. 2003 war seine Priesterweihe mit anschließendem Vikariat in Leutkirch im Allgäu in der Seelsorgeeinheit St. Martin. 2004 führte er sein Vikariat in Tübingen in der Gemeinde St. Petrus fort, mit einer Teilfreistellung zur Promotion. Zwischen 2007 und 2011 war er Pfarrer von St. Elisabeth und St. Clemens (Leiter der Seelsorgeeinheit Stuttgart 4). Im Jahre 2010 wurde er stellvertretender Stadtdekan von Stuttgart (Dekan für Soziales und Kindertagesstätten). Seit 2011 ist er Dompfarrer der Domkirche St. Eberhard und Leitender Pfarrer der Seelsorgeeinheit Stuttgart-Mitte (seit 2017 Vorsitzender des Gesamtkirchengemeinderats der Gesamtkirchengemeinde Stuttgart-Mitte). Im Jahr 2011 wurde Hermes zum Stadtdekan von Stuttgart gewählt und im Jahr 2018 für weitere sieben Jahre in seinem Amt bestätigt. In dieser Funktion ist er auch Vorsitzender des Stadtdekanatsrats, des Geschäftsführenden Ausschusses sowie des Verwaltungsausschusses. Außerdem ist Hermes Vorsitzender des Caritasrates des Caritasverbandes Stuttgart und Mitglied im Stiftungsrat der Eugen-Bolz-Stiftung.
Hermes bezog mehrfach öffentlich Stellung gegen Rechtspopulismus und Fremdenfeindlichkeit sowie gegen die Alternative für Deutschland.
Als Repräsentant der katholischen Kirche ist er als Referent, als Gesprächs- und Interviewpartner in Presse, regionalen und überregionalen Rundfunk- und Fernsehsendungen (SWR Aktuell Baden-Württemberg, Zur Sache Baden-Württemberg!, Nachtcafé) sowie in anderen medialen Formaten präsent.
Zusammen mit dem Stadtdekan der evangelischen Kirche, Stadtdekan Søren Schwesig, gründete er 2016 den Stuttgarter Rat der Religionen, verbunden mit dem Wunsch, die Vielfalt der Stuttgarter Religionsgemeinschaften zu erreichen.
Seit 2017 lädt Hermes viermal jährlich zum Talk am Dom mit einem prominenten Gast aus der Kultur, Wirtschaft, Politik, Wissenschaft, Vertreter anderer Religionen oder sozial und gesellschaftlich besonders engagierten Menschen ins Haus der katholischen Kirche in Stuttgart ein. Der Fokus liegt dabei auf allen aktuellen Themen in der Stuttgarter Stadtgesellschaft.
Im Jahr 2019 wurde Hermes  als Vertreter des Priesterrats der Diözese Rottenburg-Stuttgart auf den Synodalen Weg entsandt und im Jahr 2020 als ständiger Gast in die Leitung des vom 25. – 29. Mai 2022 in Stuttgart stattfindenden 102. Katholikentags berufen.
Christian Hermes kandidierte erfolglos für das Amt des Präsidenten des Deutschen Caritasverbandes (DCV) als Nachfolger für Peter Neher am 13. Oktober 2021. Er unterlag Eva Maria Welskop-Deffaa mit 74 zu 81 Stimmen, die damit als erste Frau diesen Posten bekleidet.

## Vorstands- und Aufsichtsmandate
- seit 2008 (durch Wahl) Mitglied im Aufsichtsrat (wiedergewählt 2013, 2018–2023) und seit 2019 (durch Wahl) Vorsitzender des Aufsichtsrats des St. Martinus Priestervereins (Private Kranken- und Sterbekasse) sowie des Vorstands der Verbundenen Hausratversicherung
- seit 2011 (durch Wahl) Mitglied und (durch Wahl) Stellvertretender Vorsitzender des Stiftungsrates der Caritas Stiftung Stuttgart (vormals Caritas-Gemeinschaftsstiftung; wiedergewählt 2015–2020, 2020–2025)
- seit 2011 (kraft Amtes) Mitglied und 2018–2021 (durch Wahl) Vorsitzender des Vereins zur Förderung der Kirchenmusik an St. Eberhard Stuttgart e.V.
- seit 2011 (kraft Amtes) Vorsitzender (bis 2019 des Vorstands) des Stiftungsrats der Stiftung Katholische Kirche in Stuttgart
- seit 2010 (durch Wahl) Mitglied im Caritasrat des Caritasverbandes der Diözese Rottenburg-Stuttgart e.V. und im Personalausschuss des Caritasrates (wiedergewählt 2016–2021)
- seit 2010 (durch Wahl) Vorsitzender des Caritasrates des Caritasverbandes für Stuttgart e.V. (wiedergewählt 2015–2020, 2020–2025)

## Sonstige aktuelle Gremienmitgliedschaften, Ämter und Aufgaben
- seit 2021 (durch Wahl) Mitglied im 11. Priesterrat der Diözese Rottenburg-Stuttgart und im 11. Diözesanrat der Diözese Rottenburg-Stuttgart und (durch Wahl) Mitglied im Finanzausschuss des Diözesanrats
- seit 2019 Delegierter des Priesterrats der Diözese Rottenburg-Stuttgart beim „Synodalen Weg“ der Katholischen Kirche in Deutschland
- seit 2018 Lehrbeauftragter für Theologie und Liturgik an der Fakultät für Kirchenmusik der Hochschule für Musik und Darstellende Kunst Stuttgart
- 2016–2021 (durch Wahl) Mitglied im 10. Priesterrat der Diözese Rottenburg-Stuttgart und im 10. Diözesanrat der Diözese Rottenburg-Stuttgart und (durch Wahl) Mitglied im Geschäftsführenden Ausschuss und im Finanzausschuss des Diözesanrats
- 2016 Gründer und seitdem Mitglied, 2017–2019 (durch Wahl) Koordinator des Rates der Religionen Stuttgart
- 2013–2017, 2017–2021 Prior der Komturei St. Martin Stuttgart des Päpstlichen Ritterordens vom Heiligen Grab zu Jerusalem
- seit 2012 (durch Wahl) Moderator der Dekanekonferenz der Diözese Rottenburg-Stuttgart (Wiederwahl 2014, 2016, 2018, 2020)

## Ausgewählte Mitgliedschaften in gemeinnützigen Vereinigungen
- seit 2013 Mitglied im Rotary Club (RC Stuttgart)
- seit 2011 Mitglied im Päpstlichen Ritterorden vom Heiligen Grab zu Jerusalem, 2018 Komtur

## Auszeichnungen
- 2012: Verleihung des Titels eines Päpstlichen Ehrenkaplans („Monsignore“) durch Papst Benedikt XVI.

## Veröffentlichungen
Monographien
- Konkordate im vereinigten Deutschland. Zugl. Diss. Univ. Tübingen 2008, Matthias-Grünewald-Verlag, Ostfildern 2009, ISBN 978-3-7867-2763-7

Aufsätze
- Kirchlich-politische Wachsamkeit. Die AfD als Prüfstein. In: Stefan Orth, Volker Resing (Hrsg.): AfD, Pegida und Co. Angriff auf die Religion? Herder, Freiburg 2017, ISBN 978-3-451-27466-4; eingeschränkte Vorschau in der Google-Buchsuche
- Das Netz auf der rechten Seite auswerfen: Erfahrungen eines Pfarrers in Europas größtem Business-Netzwerk Xing. In: Communicatio Socialis Bd. 43, 2010, S. 173–183